# Bockiella
Bockiella is een geslacht van mosdiertjes uit de familie van de Alcyonidiidae en de orde Ctenostomatida.

## Soorten
- Bockiella angusta Silén, 1942
- Bockiella minima Cook, 1964

Niet geaccepteerde soorten:
- Bockiella abyssicola Gordon, 1986 → Lobiancopora abyssicola (Gordon, 1986)
- Bockiella robusta Cook, 1964 → Neobockiella robusta (Cook, 1964)
- Bockiella rugosa (Silén, 1942) → Alcyonidium rugosum Silén, 1942